# سان دامیانو دآستی
سان دامیانو دآستی (به ایتالیایی: San Damiano d'Asti) یک کومونه در ایتالیا است که در استان آسته واقع شده‌است. سان دامیانو دآستی ۴۸٫۰ کیلومتر مربع مساحت و ۸٬۴۰۱ نفر جمعیت دارد و ۱۷۹ متر بالاتر از سطح دریا واقع شده‌است.

## خواهرخوانده
شهر کریئن خواهرخواندهٔ سان دامیانو دآستی هست.